# Edmeston CDP (Nueva York)
Edmeston es un lugar designado por el censo ubicado en el condado de Otsego en el estado estadounidense de Nueva York. En el Censo de 2020 tenía una población de 592 habitantes y una densidad poblacional de 52,62 habitantes por km². Fue incluido como CDP en el censo de 2020.

## Geografía
Edmeston se encuentra ubicado en las coordenadas 42°41′52″N 75°14′38″O / 42.69778, -75.24389. Según la Oficina del Censo de los Estados Unidos,  tiene una superficie total de 11,25 km², todos correspondientes a tierra firme.